# Aedes lineatopennis
Aedes lineatopennis é um espécie de mosquito do Género Aedes, pertencente à família Culicidae.